# 宋隆濟
宋隆濟（？—1304年），又作宋龙济，元朝時期的水東土司。
元朝設立葛蠻雍真等處長官司（位於今贵州貴陽開陽雙流鎮），由水東宋氏的族人宋隆濟擔任雍真葛蠻土官。大德四年（1300年）春，湖广行省右丞劉深率五省元軍由順元（今贵州贵阳）進入雲南攻打八百媳婦国，雲南右丞月忽難調民供饋。宋隆濟對部眾說，元軍將要徵調他們，全部充軍，他們將死於戰陣、妻子為虜。眾人聽信他的言論，於大德五年（1301年）五月起兵叛乱。当地苗族、布依族、仡佬族等族参与。六月，叛军攻下杨黄砦，烧毁雍真总管府并夺走官印，又先后杀散普定、龙里等地元军，九围顺元，"烧官粮"，知州張懷德陣亡。叛军很快攻陷了贵州中北部大部分地区，将元军分割包围于深山峡谷之中，使刘深所部元军损失十之八九，不得不放弃征伐八百媳妇国。同年八月，彝族水西土司阿那夫人奢节（蛇节）亦起而响应，叛军一时间波及黔西、滇东北各地，与宋隆济所部互相聲援。驻镇云南的梁王松山遣雲南行省平章幢兀兒、參政不蘭奚率元军前往抵御，击败了叛军，殺死叛军将领撒月，斬首五百級，使刘深所部元军得以解围。十一月，元廷令于矢部土官普利、乌犀等为元军购买马匹，二人抗命不从。元军于是遣将征讨，普利等被元军击败，逃往禄丰寨，恰好遇见梁王太后一行。于是普利等杀死梁王太后，纵兵抢夺其人畜。乌撒宣慰使僧家奴逃入中庆，东川土官阿葵亦逃往陆梁州依附梁王。梁王因母亲遇害，悲愤不可遏，亲自出驻陆梁州指挥征伐叛军，并派遣云南行省平章绰和尔、指挥使也速答儿传檄湖广、云南、四川三省会兵讨捕。
反元军扩展至乌撒、乌蒙、东川、芒部、普安等地。大德六年（1302年）正月，刘深所部元军被叛军击溃，刘琛弃众逃遁，以身幸免。元成宗盛怒，处斩刘深以谢天下，筹划大军征伐平乱。亦奚不薛土官宋光等三人弃家归降元军，元廷为了表彰他们，特赐金银符和衣服。二月，元廷派湖广行省平章政事劉國傑及也先忽都魯率湖广、陕西、云南等地元军一万，八剌及阿塔赤率四川元军五千，以及思、播二州土兵一万余人征討叛军。三月，汪惟勤、刘国杰率军至打鼓寨、南木瓜坝，遇叛军将阿毡，将其击败。四月，元廷从陕西调派元军二千增援贵州战场，三百人驻守播州小溪，以遏制乌撒蛮；从云南调派元军3000驻屯陆梁州，五百人驻守曲靖州，二千人保卫中庆，也速答儿率云南元军依次将云南方向叛军全数剿灭。九月，元军离开播州，刘国杰派遣土官侠者潜刺杀了叛军勇将阿泡。奢节率军于折剌危木驻防以待元军。之后刘国杰率元军赶到，奢节、宋隆济率精锐骑兵突然出现。由于叛军骑兵劲利，且多健马，此战元军失利。刘国杰于是下令元军士兵每人手持一个盾牌，在盾牌上遍布铁钉。当两军交战后，立即将盾牌弃之而假装战败逃窜。叛军果然驱马猛追，其势不能中止，结果遇到铁钉盾牌后无不倒地。刘国杰此时下令元军擂鼓攻击。播州宣慰使杨赛因不花、宋光等将率部奋击先进，元军主力部队也继续跟上，叛军大败，奢节兵败逃走。之后元军驻屯暮窝，奢节收容了残军再次向元军挑战，但刘国杰并不应战。数日之后，元军估计叛军气势衰竭，一鼓破走之，乘胜逐北，杀获不可胜计。元军转追数千里，乘势攻下阿苴和笮笼，局势大变。刘国杰对侦察设伏非常精通，因此当元军遇见林木蒙密之处，必连发三矢以验证是否存在伏兵，致使叛军伏兵丝毫不敢行动。两军前后四十余战，叛军士气日渐消沉，大量士兵向元军投降。之后来自陕西的元军又击败芒部叛军鬼旺纳济等，与云南、湖广等地派遣的元军汇合，过泊飞关追击奢节部叛军。大德七年（1303年）正月，奢节和宋隆济兵败默特川，奢节率军掩护宋隆济突围后于二月率领残部向元军投降。当年四月，奢节被元军处决。大德八年（1304年）春正月，宋隆濟被其侄宋阿重擒獲，獻給元朝，随后被杀。